# Бонац, Карл
Карл Николаус Бонац (нем. Karl Nikolaus Bonatz; 6 июля 1882, Рибовилле, Эльзас-Лотарингия — 24 сентября 1951, Берлин) — немецкий архитектор штутгартской школы. Младший брат более известного архитектора Пауля Бонаца.

## Творческая биография
В 1899—1904 годах Карл Бонац изучал архитектуру в Техническом университете Карлсруэ, Мюнхенском техническом университете и в Техническом университете в Штутгарте.
Братья Пауль и Карл Бонац совместно разрабатывали план модернизации Гражданского госпиталя в Страсбурге. В 1915 году Карл ушёл добровольцем на фронт Первой мировой войны. После войны в 1919 году он вернулся в Страсбург и открыл собственную архитектурную фирму, но в 1921 году был выслан из Франции. После смены нескольких мест, в том числе в Мерзебурге, Саксония-Анхальт, где он был на государственной службе, Карл Бонац с 1927 по 1937 год занимал должность советника магистрата по строительству.

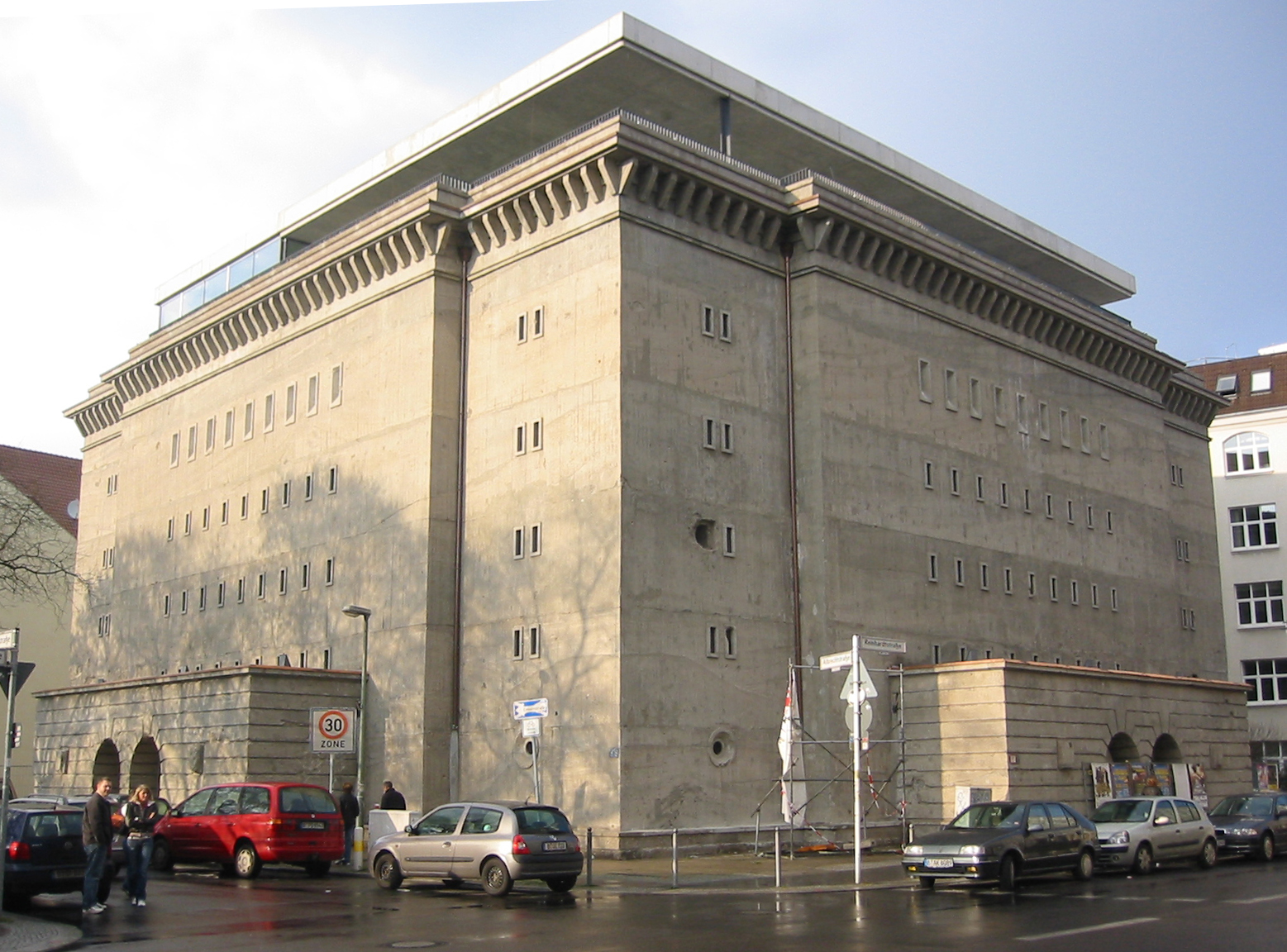
Райхсбанбункер. 1942. Фридрихштрассе, Берлин

В 1938 году Бонац был принят в Имперскую палату изящных искусств, что было необходимым условием для самостоятельной профессиональной практики.
В 1940 году в период Второй мировой войны Карл Бонац был принят на работу к генеральному строительному инспектору столицы Рейха Альберту Шпееру в Берлине. Бонац спроектировал несколько бункеров, среди которых Reichsbahnbunker (железнодорожный бункер), построенный в районе Митте, Берлин, в котором могли разместиться 3000 человек.
После войны Карл Бонац был архитектором, сменившим Ганса Шаруна в работе по планированию Западного Берлина. План реконструкции Берлина, разработанный в 1945 году, назван в его честь: «План Бонаца».
Шарун и Бонац намеревались реконструировать Королевский дворец в Берлине, сильно пострадавший во время войны, впоследствии снесённый социалистическим режимом (восстановлен в 2015—2025 годах).
В 1951 году Карл Бонац был вынужден уйти в отставку по состоянию здоровья. Он был членом кружка художников и писателей в Хорине, Немецкой академии городского развития и регионального планирования, а также членом Социал-демократической партии Германии (СДПГ).